# 王鐸

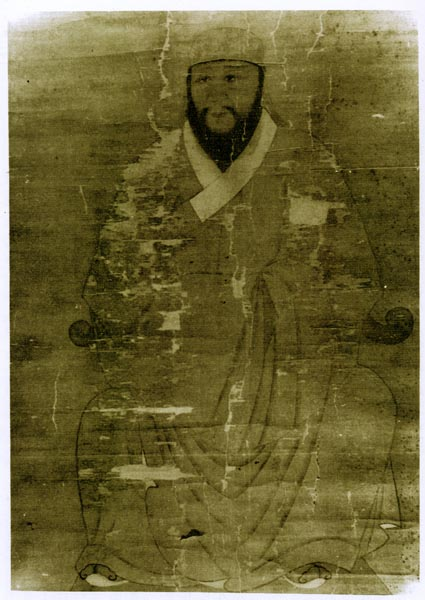
王鐸画像

王 鐸（おう たく、1592年 - 1652年）は、明末清初の書家。字は覚斯、また覚之、嵩樵・十樵・石樵・癡庵・煙潭漁叟などと号し、官は礼部尚書に至った。河南府孟津県の人。

## 容貌
背が高く、立派な長い髯で、いかにも中国の高官にふさわしい風貌であったといわれる。

## 経歴
天啓2年（1622年）、30歳で進士の試験に合格し、明朝に仕え翰林院に入って順調に出世した。そして、崇禎17年（1644年）、礼部尚書となったが、赴任する前に清の軍が江寧城（現在の南京市）に迫ったので、順治2年（1645年）、清に降伏し、同3年に弘文院学士に迎えられた。その後、非常に優遇され、同9年、ここでも礼部尚書に至るが、その年に郷里で病没した。享年61。諡は文安。
詩文書画ともに優れているが、書名は特に高く、董其昌と比肩する。学問では特に歴史に優れ、清朝では明史編纂の副総裁に任じられた。王鐸と同年の進士に倪元璐と黄道周がおり、3人はともに翰林院に入り意気投合して学問を研鑽しあっていた。
明滅亡の危機に、倪元璐や黄道周など国に殉じたものが多いのに対し、王鐸は要職にありながら政局に疎く、無能の官僚と誹謗され、また、敵に降って優遇されたため、弐臣とよばれて白眼視された。しかし、王鐸の学問人物が非常に優れ、王鐸の勢力下に有能な人たちが多く、清朝の強い要求があったのが清に仕えた理由といわれている。

## 書

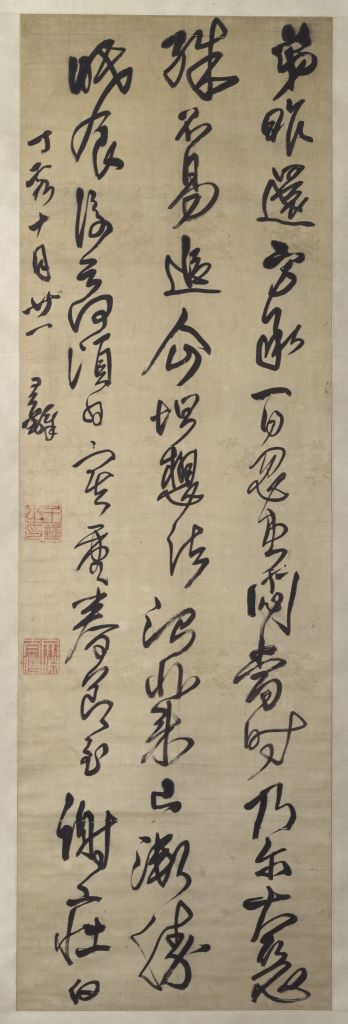
王鐸の草書作品

書を学び始めたのは10歳前後で、13歳から『集王聖教序』に取り組んだ。その後、米芾も習ったが学書の中心は二王（王羲之・王献之）で、なかでも『淳化閣帖』の臨模を徹底し、その研鑽は生涯続いた。そして、王献之の一筆書の書風をさらに徹底させ、数十字にわたる連綿草を長条幅に書き、独自の書風を生んだ。また、鍾繇風の小楷や顔真卿風の楷書も評価が高い。
彼自身の言葉として「毎字須く写すこと一万遍に至るべし。書法のはじめは法帖に入り難く、その後は法帖を出で難し」と言ったと、同時代の学者の劉献廷（りゅう けんてい）の記録にある。これは書の奥義に入ることの困難を語るとともに、彼が帖学に傾倒しつつ、ついに自在の境に達したことを物語っている。

### 作品
王鐸は二王の尺牘を中心に多数の臨書を残している。よく知られるのは長条幅の作品だが、おおむね臨書の作と自運の作に大別できる。彼の臨書は意臨に徹しており、原本とはまるで異なった極度の誇張と変形が行われている。にもかかわらず、原本の持つ味を良く表しているのは、二王の書風がよほど彼に滲み込んでいたと見える。そして、その作品には二王・顔真卿・米芾などの書法が息づいている。
主な作品には『詩巻』『臨褚遂良尺牘』などがある（詳細は中国の筆跡一覧#明を参照）。刻には『擬山園帖』があり、これは、王鐸の書をその子の王無咎が法帖にしたもの。内容は『淳化閣帖』の臨書が多い。

#### 詩巻
狂草で書かれた七言律詩五首のこの書は、王鐸の作品の中でも傑作の部類に属する。馬宗霍（清の批評家）は明人の草書は良くないとしながらも、王鐸の草書は高く評価している。

#### 臨褚遂良尺牘
『淳化閣帖』中の褚遂良の尺牘（『家姪帖』）を臨書したもので、原本とは書体も書風も全く異なり、また長条幅に見える王鐸の行書とも趣を異にする。『淳化閣帖』にある虞世南や褚遂良の尺牘を書いて巻末に「古に倣って、小王の意を用う」と書いてあるのは、虞世南や褚遂良を臨書しながら小王（王献之）の書風で書いているという意である。

### 評価
鈴木翠軒は王鐸の書について「行草の連綿法が得意で心手一如ともいうべき妙技を長条幅にみることができる。章法の妙、リズムの快調は賞すべきであるが、晋唐の書の韻致には遠く及ばない」と評している。

## 長条幅
縦の長さが四尺五寸（約136cm）よりも長い条幅を長条幅といい、長いものでは、丈余のものがある。

### 条幅
条幅とは作品形式の一つで、縦形式の紙面のこと。現在の展覧会などで最も多く使用されており、壁などに掛けて鑑賞するための書きものである。俗に掛軸などと呼んでいる。大きさは、全紙（縦136cm×横70cm）・半切（縦136cm×横35cm）・聯（縦136cm×横17cm）・聯落（縦136cm×横53cm）など色々ある。
条幅という形式がいつ成立したのかは定かではないが、南宋の呉琚の『橋畔垂楊七絶詩』（台北・国立故宮博物院蔵）が、縦形式（縦98.6cm×横55.3cm）の古い作例として著名である。しかし、縦形式が一般化するのは明代になってからのことで、それまでは机に紙を広げて揮毫し、巻子や冊頁という表装形式で鑑賞されていたと考えられる。縦形式に伴う掛軸という表装形式になって、作品全体が一つの大きな面として捉えられるようになり、変化に富んだ作品が生まれるようになった。そして変化のつけやすい行草が発達し、その極みは王鐸・傅山による長条幅の作品である。